# Hunerik
Hunerik ali Honerik (vandalsko Hûnarix, latinsko Hunirix, Hunericus)  je bil od leta 477 do 484 kralj severnoafriškega Vandalskega kraljestva, * 411, † 23. december 484. 
Bil je najstarejši sin svojega predhodnika, kralja Gajserika. Opustil je osvajalsko politiko svojega očeta in se osredotočil predvsem na notranje zadeve  svojega kraljestva. Poročen je bil z Evdokijo, hčerko rimskega cesarja Valentinijana III. (vl. 425–455) in Licinije Evdoksije. Zakonca sta imela sina Hilderika. 
Hunerik je bil prvi vandalski kralj, ki je uporabljal naslov kralj Vandalov in Alanov. Vandali so kljub njegovi umirjeni politiki  ohranili svojo pomorsko moč in oblast na otokih v zahodnem Sredozemlju. V drugih državah Hunerik ni bil tako ugleden kralj kot njegov oče. 

## Zgodnje življenje
Hunerik je bil sin kralja Gajserika. Ko je njegov oče leta 435 sklenil sporazum z rimskim cesarjem  Valentinijanom III., je bil Hunerik kot talec poslan v Italijo. Po očetovi smrti 25. januarja 477 je postal kralj Vandalov. Po verskem prepričanju je bil arijanec, zato je njegovo vladavino zaznamovalo preganjanju katoliških kristjanov v njegovem kraljestvu. Poročen je bil z Evdokijo, hčerko cesarja Valentinijana III.

## Vladanje
Hunerik je bil goreč privrženec arijanstva, vendar se je njegova vladavina začela s številnimi pozitivnimi potezami do lokalnega rimskega prebivalstva. Po obisku diplomatske delegacije Bizantinskega cesarstva je Hunerik vrnil lastnino, ki jo je njegov oče zaplenil kartaginskim trgovcem. Prekinil je politiko preganjanja lokalnih katoličanov nicejske veroizpovedi in jim omogočil sinodo, na kateri so za novega škofa Kartagine izvolili Evgenija. Položaj je bil pred tem 24 let prazen.
Kmalu po Evgenijevi posvetitvi je spremenil politiko in ponovno začel preganjati katoličane. Poleg tega je poskušal doseči, da bi lastnino katoličanov zasegla država, vendar je to  povzročilo preveč protestov bizantinskega cesarja. Namesto tega se je odločil, da bo katoličane pregnal v oddaljeno provinco. 1. februarja 484 je organiziral srečanje katoliških škofov z arijanskimi škofi in 24. februarja 484 katoliške škofe na silo odstranil iz njihovih položajev. Nekatere katoličane je pregnal na Korziko, nekaj pe jih je tudi usmrtil, med njimi nekdanjega prokonzula Viktorijana,  Frumentija in druge bogate trgovce, ki niso hoteli postati arijanci.  Med izgnanci je bil Vigilij, škof Tapsusa, ki je objavil teološko razpravo proti arijanstvu. Poleg tega je Hunerik umoril številne člane vladajoče dinastije Hasdingov. Preganjal je tudi manihejce. 
Proti koncu njegove vladavine so se Mavri v gorovju Aurès v današnji Alžiriji uspešno uprli vandalski oblasti.
Hunerika je po smrti nasledil njegov nečak Guntamund in vladal do leta 496. Grozna Hunerikova smrt "zaradi gnitja in množice črvov" je opisana v Historia persecutionis Africanae Provinciae, temporibus Genserici et Hunirici regum Wandalorum (Zgodovina preganjanje v Afriški provinci  v časih Genzerika in Hunerika, kraljev Vandalov), ki jo je napisal njegov sodobnik Viktor iz Vite. Citirani del je bil verjetno dodan kasneje.